# Тибери, Жан
Жан Тибери (фр. Jean Tiberi; 30 января 1935, Париж — 27 мая 2025) — французский политик, мэр Парижа в 1995—2001 годах.

## Биография
Происходит из семьи корсиканцев, но родился в Париже. Окончил Коллеж Сен-Барб и аспирантуру по юриспруденции, работал судьей в Бове. C 1965 года занялся политикой, в 1968 году стал депутатом Национального собрания, заняв место Рене Капитана, который был назначен министром юстиции. Был переизбран на парламентских выборах 1973 года, и был депутатом Национального собрания до начала 1976 года, когда он был назначен в правительство в качестве госсекретаря, курировавшего пищевую промышленность, и проработал в этой должности до августа 1976 года, после чего на дополнительных выборах в ноябре 1976 года вернул себе мандат депутата Национального собрания. С этого момента Тибери баллотировался в депутаты Национального собрания на всех парламентских выборах и неизменно переизбирался. Таким образом, Тибери является одним из «политических долгожителей» Франции — он был депутатом Национального собрания 10 сроков, в общей сложности 44 года.
С марта 1983 года по май 1995 года Тибери был мэром 5-го округа Парижа, и с этой должности ушёл после избрания мэром Парижа в 1995 году. После пребывания в должности мэра Парижа, Тибери в 2001 году вновь был избран мэром 5-го округа, в 2008 году переизбран и занимал эту должность до 13 апреля 2014 года. С 2012 года не баллотируется в Национальное собрание.
Был женат на Ксавьер Тибери (урождённой Ксавьер Казанова), у них есть сын Доминик. Вокруг супругов Тибери неоднократно возникали скандалы, связанные с обвинениями в коррупции, фальсификацией выборов и незаконным хранением оружия.
Друг Жана-Эдерна Халлиера, он входит в круг InterHallier с 2019 года.
Умер 27 мая 2025 года в возрасте 90 лет.